# Medalla Lyell
La medalla Lyell és una prestigiosa medalla científica atorgada anualment per la Societat Geològica de Londres (Geological Society of London), comparable a la medalla Murchison, adjudicada en reconeixement d'investigacions de qualitat excepcional en el camp de ciències de la Terra. Porta el seu nom en reconeixement de Charles Lyell (1797-1875).

## Medallistes Lyell

### Seglexix
|  | - 1876 John Morris - 1877 James Hector - 1878 George Busk - 1879 Edmond Hébert - 1880 John Evans - 1881 John William Dawson - 1882 John Lycett - 1883 William Benjamin Carpenter - 1884 Joseph Leidy - 1885 Harry Govier Seeley - 1886 William Pengelly - 1887 Samuel Allport | - 1888 Henry Alleyne Nicholson - 1889 William Boyd Dawkins - 1890 Thomas Rupert Jones - 1891 Thomas McKenny Hughes - 1892 George Highfield Morton - 1893 Edwin Tulley Newton - 1894 John Milne - 1895 John Frederick Blake - 1896 Arthur Smith Woodward - 1897 George Jennings Hinde - 1898 Wilhelm Waagen - 1899 Charles Alexander McMahon - 1900 John Edward Marr |

### Segle XX
|  | - 1901 Ramsay Heatley Traquair - 1902 Antonin Fritsch - 1902 Richard Lydekker - 1903 Frederick William Rudler - 1904 Alfred Gabriel Nathorst - 1905 Hans Reusch - 1906 Frank Dawson Adams - 1907 (John) Joseph Frederick Whiteaves - 1908 Richard Dixon Oldham - 1909 Percy Fry Kendall - 1910 Arthur Vaughan - 1911 Francis Arthur Bather - 1911 Arthur Walton Rowe - 1912 Philip Lake - 1913 Sydney Savory Buckman - 1914 Charles Stewart Middlemiss - 1915 Edmund Johnston Garwood - 1916 Charles William Andrews - 1917 Wheelton Hind - 1918 Henry Woods - 1919 William Fraser Hume - 1920 Edward Greenly - 1921 Emmanuel de Margerie - 1922 Charles Davison - 1923 Gustave Frederic Dollfus - 1924 William Wickham King - 1925 John Frederick Norman Green - 1926 Owen Thomas Jones - 1927 Albert Ernest Kitson - 1928 Sidney Hugh Reynolds - 1928 William Dickson Lang - 1929 Arthur Morley Davies - 1930 Frederick Chapman - 1930 Herbert Brantwood Maufe - 1931 Ernest Clayton Andrews | - 1932 Henry Dewey - 1932 Maria Matilda Ogilvie Gordon - 1933 James Ernest Richey - 1934 Walter Howchin - 1934 Frank Lorimer Kitchin - 1935 D. M. S. Watson - 1936 Eleanor Mary Reid - 1936 Leonard Johnston Wills - 1937 Linsdall Richardson - 1938 John Pringle - 1939 William Noel Benson - 1940 Herbert Leader Hawkins - 1941 Ernest Sheppard Pinfold - 1942 William Sawney Bisat - 1943 Darashaw Nosherwan Wadia - 1944 Norman Ross Junner - 1945 Leonard Frank Spath - 1946 Robert Heron Rastall - 1947 Stanley Smith - 1948 Arthur Hubert Cox - 1949 William Joscelyn Arkell - 1950 Samuel James Shand - 1951 William Dixon West - 1952 Alfred Kingsley Wells - 1953 Oliver Meredith Boone Bulman - 1954 John Baird Simpson - 1955 Wilfred Norman Edwards - 1956 Leslie Reginald Cox - 1957 Stephen Henry Straw - 1958 Helen Marguerite Muir-Wood - 1959 David Williams - 1960 Doris Livesey Reynolds - 1961 John Vernon Harrison - 1962 Lawrence Rickard Wager - 1963 Thomas Neville George - 1964 Dorothy Hill | - 1965 Charles Findlay Davidson - 1966 Sergei Ivanovich Tomkeieff - 1967 William Quarrier Kennedy - 1968 Maurice Black - 1969 Francis John Turner - 1970 Frederick Henry Stewart - 1971 Percival Allen - 1972 Alec Westley Skempton - 1973 Janet Vida Watson - 1974 Martin Fritz Glaessner - 1975 Dorothy Helen Rayner - 1976 Walter Brian Harland - 1977 Bernard Elgey Leake - 1978 Robin Gilbert Charles Bathurst - 1979 Derek Victor Ager - 1980 John Robert Lawrence Allen - 1981 William Stuart McKerrow - 1982 George Patrick Leonard Walker - 1983 John Frederick Dewey - 1984 Douglas James Sheannan - 1985 John Douglas Hudson - 1986 Harry Blackmore Whittington - 1987 Nicholas John Shackleton - 1988 Richard Gilbert West - 1989 John Michael "Jake" Hancock - 1990 Anthony Hallam - 1991 John Imbrie - 1992 Alfred G Fischer - 1993 Michael Robert Leeder - 1994 William Gilbert Chaloner - 1995 Robert Keith O'Nions - 1996 Richard Allen Fortey - 1997 Richard Barrie Rickards - 1998 Simon Conway Morris - 1999 Ernest Henry Rutter - 2000 Derek Ernest Gilmor Briggs |

### Segle XXI
- 2001 Paul Tapponnier
- 2002 Andrew Smith
- 2003 Harry Elderfield
- 2004 Dianne Edwards
- 2005 Michael James Benton
- 2006 Geoffrey Boulton
- 2007 Phillip Allen
- 2008 Alan Gilbert Smith
- 2009 Nick McCave
- 2010 William F. Ruddiman
- 2011 Christopher Paola
- 2012 Eric Wolff
- 2013 Paula Reimer
- 2014 Martin Brasier
- 2015 Colin Ballantyne
- 2016 John R. Underhill
- 2017 Rosalind Rickaby
- 2018 Julian A. Dowdeswell
- 2019 Nicholas Kusznir